# Luật đời
Luật đời là một bộ phim truyền hình được thực hiện bỏi Trung tâm Phim truyền hình Việt Nam, Đài Truyền hình Việt Nam do Mai Hồng Phong và Hoàng Nhung làm đạo diễn. Phim được phóng tác từ tiểu thuyết Luật đời & Cha con của nhà văn Nguyễn Bắc Sơn. Phim phát sóng vào lúc 21h00 thứ 2 đến thứ 6 hàng tuần, bắt đầu từ ngày 2 tháng 11 và kết thúc vào ngày 10 tháng 12 năm 2007 trên kênh VTV1.

## Nội dung
Luật đời xoay quanh cuộc sống của các thành viên trong gia đình ông Hòe (Hà Văn Trọng) – một sĩ quan quân đội chuyển ngành trở thành cán bộ tuyên huấn cao cấp, một người giáo điều và duy ý chí. Trong mắt mọi người, ông Hòe là đảng viên gương mẫu và có uy tín ở thành phố Thanh Hoa, thế nhưng ông đã từng bỏ vợ cả ở quê và gá nghĩa với bà Phụng (Thanh Quý) – một nhân viên mậu dịch.
Những năm xóa bỏ chế độ bao cấp qua nhanh, thành phố Thanh Hoa thay đổi từng ngày, cơ chế thị trường đã tác động mạnh đến từng gia đình, cá nhân. Trong vòng xoáy đó, Đại (Quốc Tuấn) – con trai ông Hòe – quyết định chuyển ngành sang làm kinh tế. Ông rất tức giận khi cho rằng con trai đã đánh mất bản lĩnh, tư cách của người đảng viên và mặc dù đang thành công trong sự nghiệp chính trị, ông vẫn quyết định xin nghỉ hưu trước tuổi vì cho rằng mình không còn đủ uy tín. Chưa dừng lại ở đó, bi kịch của gia đình ông Hòe lên đến đỉnh điểm khi Đại lại quyết định rời bỏ Sở Công thương thành phố, nghỉ sinh hoạt Đảng để thành lập doanh nghiệp.

## Diễn viên
- Hà Văn Trọng trong vai Ông Hòe
- Quốc Tuấn trong vai Đại
- Thanh Quý trong vai Bà Phụng
- Mạnh Cường trong vai Kiên
- Anh Dũng trong vai Trần Văn
- Hoàng Mai trong vai Miên
- Thúy Hà trong vai Thảo Tần
- Diệu Hương trong vai Linh
- Hương Giang trong vai Hằng
- Mẫn Đức Kiên trong vai Cường
- Hữu Độ trong vai Bí thư Hải
- Phát Triệu trong vai Giám đốc Hội
- Đức Trung trong vai Viện trưởng
- Khôi Nguyên trong vai Ông An
- Tạ Minh Thảo trong vai Tổng biên tập Triển
- Trịnh Xuân Hảo trong vai Đoàn Hùng
- Anh Tuấn trong vai Quyết
- Phú Kiên trong vai Việt
- Cát Trần Tùng trong vai Sản
- Kiều Anh trong vai Diệu
- Minh Quốc trong vai Diển
- Trần Thụ trong vai Ông Hân
- Văn Thắng trong vai Quân
- Hải Yến trong vai Nguyệt
- Hồng Thêu trong vai Dự

Cùng một số diễn viên khác...

## Ca khúc trong phim
Bài hát trong phim là ca khúc "Ru đời" do Việt Hoàn thể hiện.

## Đón nhận
Cây bút Xuân Thành của Báo Khánh Hòa đã nhận xét về bộ phim như sau:
| “            | Có thể nói, điểm mạnh của Luật đời chính là ở kịch bản, tác giả đã mạnh dạn đi vào những vấn đề khá gai góc của cuộc sống. Ê-kip làm phim đã khai thác sâu những vấn đề khá nhạy cảm, mang tính thời sự nóng hổi như: vấn đề đảng viên làm kinh tế, một số đảng viên lợi dụng danh nghĩa Đảng để làm điều không đúng. Bên cạnh đó, phim cũng đề cập đến những cái cũ kỹ, lỗi thời, những rào cản không hợp lý, ảnh hưởng đến sự phát triển của đất nước… Kịch bản có nhiều kịch tính, sự diễn xuất của dàn diễn viên có "đẳng cấp" cũng đem lại nhiều hy vọng. Chỉ mới qua những tập đầu tiên, nhưng có thể nói nghệ sĩ Hà Văn Trọng đã rất thành công khi hóa thân vào ông cán bộ tuyên huấn cao cấp Lê Hòe - người giáo điều, duy ý chí và luôn đề cao nguyên tắc trong cuộc sống lẫn công việc. Bên cạnh ông Hòe, Quốc Tuấn cũng "tự làm mới mình" qua nhân vật Lê Đại, một con người thức thời, giàu tham vọng. Tuy nhiên, ngoài những điểm mạnh đó, Luật đời vẫn tiếp tục gặp phải một số lỗi quen thuộc về bối cảnh, phục trang. Hơn thế nữa, trong một số tập đầu, phim đã bị đánh giá là khô cứng và gượng gạo. | ” |
| — Xuân Thành | |   |

Vào năm 2008, phim đã đoạt giải Nhất danh hiệu "Phim truyền hình Việt Nam được khán giả yêu thích nhất năm 2007", trong một cuộc thi do Tạp chí Truyền hình VTV tổ chức với tổng cộng 4.079 phiếu bầu, cùng với Ma làng giải nhì và Phóng viên thử việc giải Ba.

## Giải thưởng
| Năm  | Giải thưởng                         | Hạng mục                             | (Người) đề cử     | Kết quả   | Tham khảo   |
| ---- | ----------------------------------- | ------------------------------------ | ----------------- | --------- | ----------- |
| 2007 | Giải thưởng Tạp chí Truyền hình VTV | Phim truyền hình được yêu thích nhất | —                 | Đoạt giải | [ 4 ] [ 5 ] |
| 2007 | Giải thưởng Tạp chí Truyền hình VTV | Nam diễn viên được yêu thích nhất    | NSƯT Hà Văn Trọng | Đoạt giải | [ 4 ] [ 5 ] |
| 2007 | Giải thưởng Tạp chí Truyền hình VTV | Diễn viên triển vọng                 | Diệu Hương        | Đoạt giải | [ 4 ] [ 5 ] |
| 2008 | Giải Cánh diều 2007                 | Phim truyện truyền hình              | —                 | Bằng khen | [ 6 ]       |